# Ferney-Voltaire

Ferney-Voltaire este o comună în departamentul Ain din estul Franței.